# Комаровка (Тюлячинский район)
Комаровка — деревня в Тюлячинском районе Татарстана. Входит в состав Тюлячинского сельского поселения.

## География
Находится в северо-западной части Татарстана у восточной окраины районного центра села Тюлячи у речки Малая Мёша.

## История
Известна с 1649 года как Русские Ачи. Ныне развивается как «пригород» райцентра.

## Население
Постоянных жителей было: в 1782 году — 48 душ мужского пола, в 1859—204, в 1897—316, в 1908 и 1920—391, в 1926—390, в 1938—382, в 1949—319, в 1958—193, в 1970 — 81, в 1979 — 51, в 1989 — 55, 146 в 2002 году (русские 28 %, татары 71 %), 253 в 2010.